# 青戸の大橋
青戸の大橋（あおとのおおはし）は、福井県大飯郡おおい町の小浜湾に架かる橋である。福井県道241号赤礁崎公園線上にある。

## 概要
大飯発電所建設にともなう原電道路の一部として小浜湾上に作られた海上橋であり、片側1車線の確保された自動車および歩行者用の橋である。国道27号と大島半島の犬見崎を結んでいる。かつて「陸の孤島」と呼ばれていた大島半島の大島地区、犬見地区と、おおい町中心街を最短で結ぶ橋である。この橋ができるまで町中心街に続く陸路はなく、町営の定期船が運航されていた。現在、この橋を使う以外の道路だとこの両地区からでは、いったん隣の大飯郡高浜町を経由してから町中心街に入るなど、大きく迂回することになる。

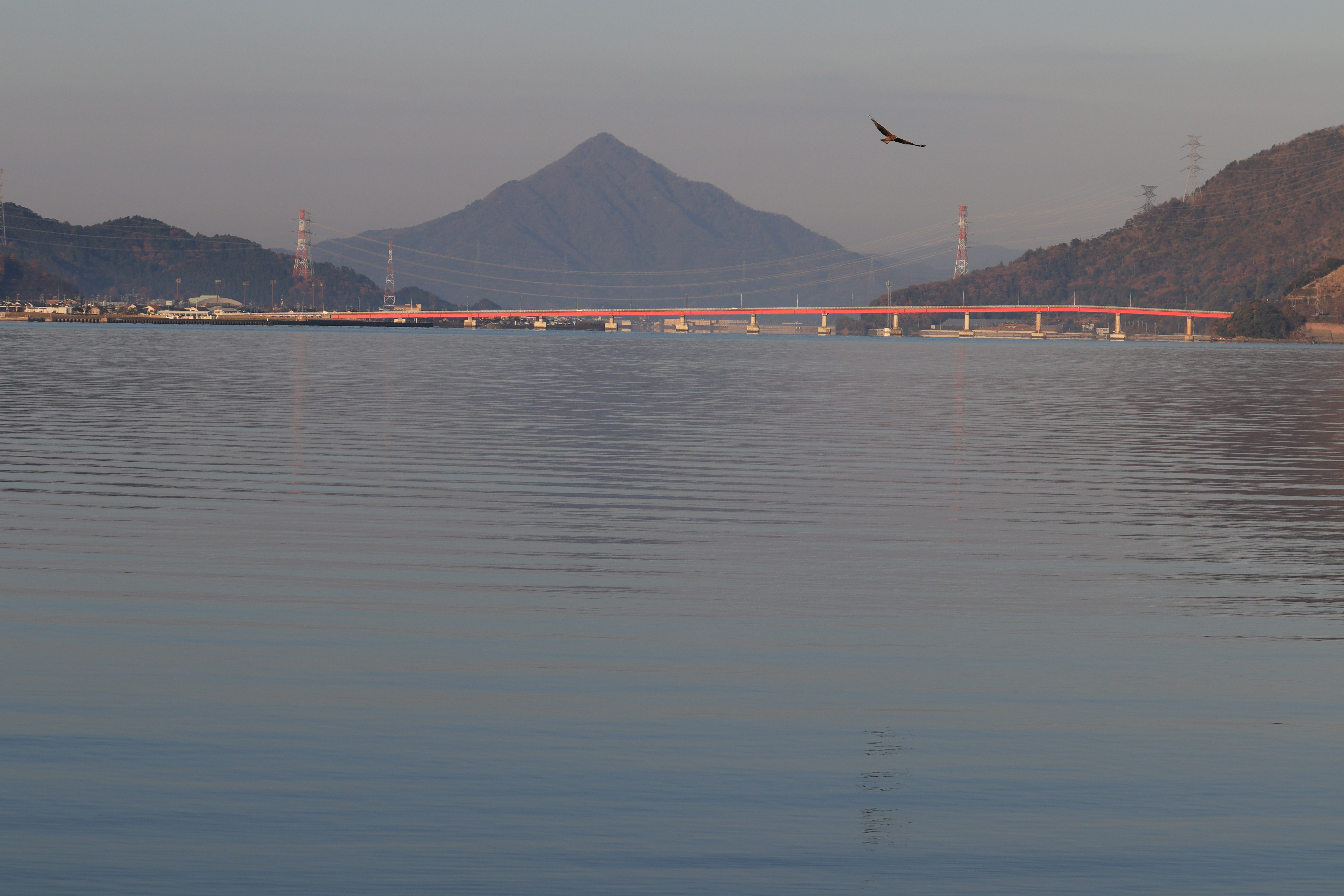
東側から望む青戸の大橋と遠望の青葉山（若狭富士）
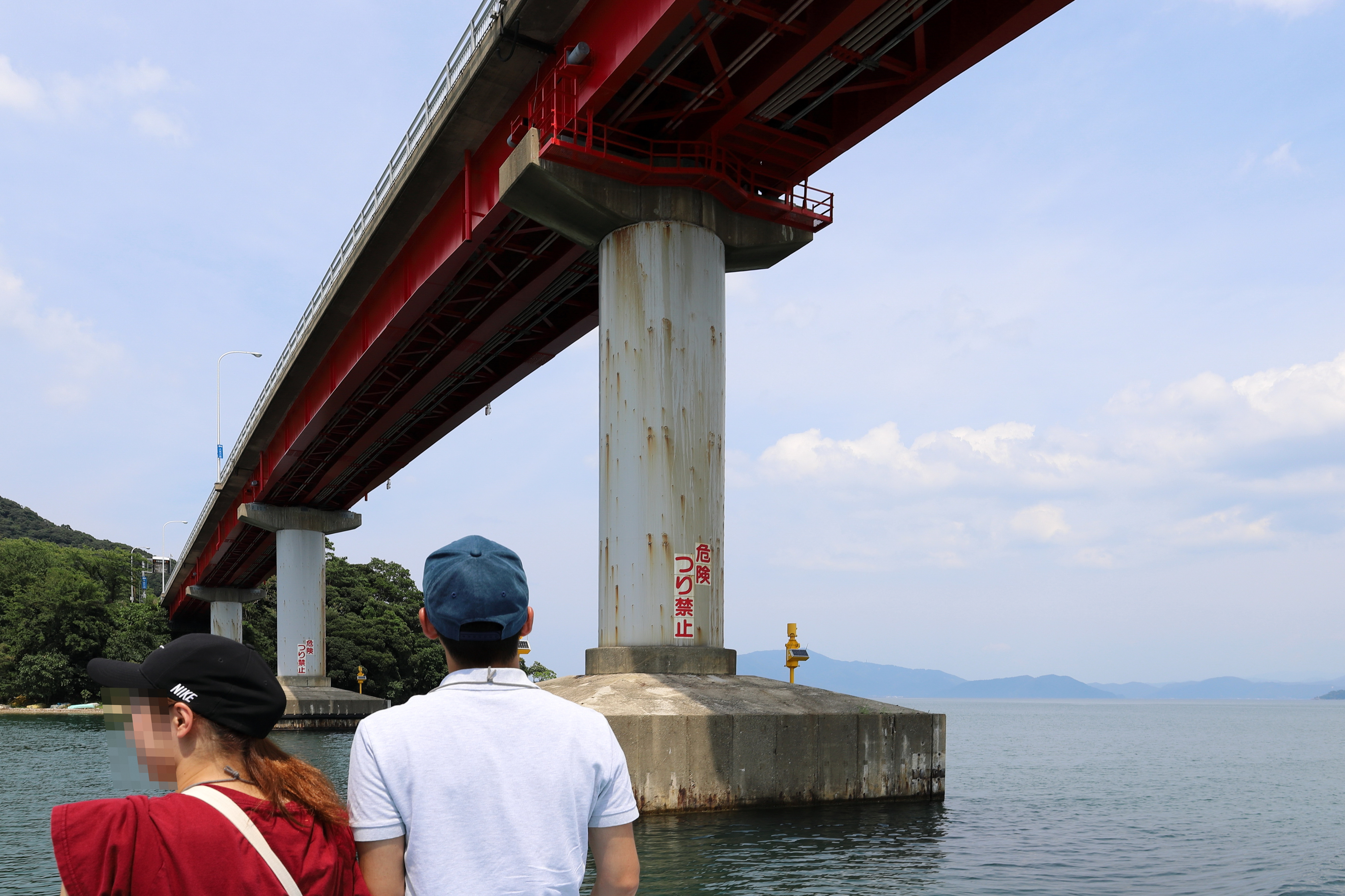
観光船より見上げる青戸の大橋
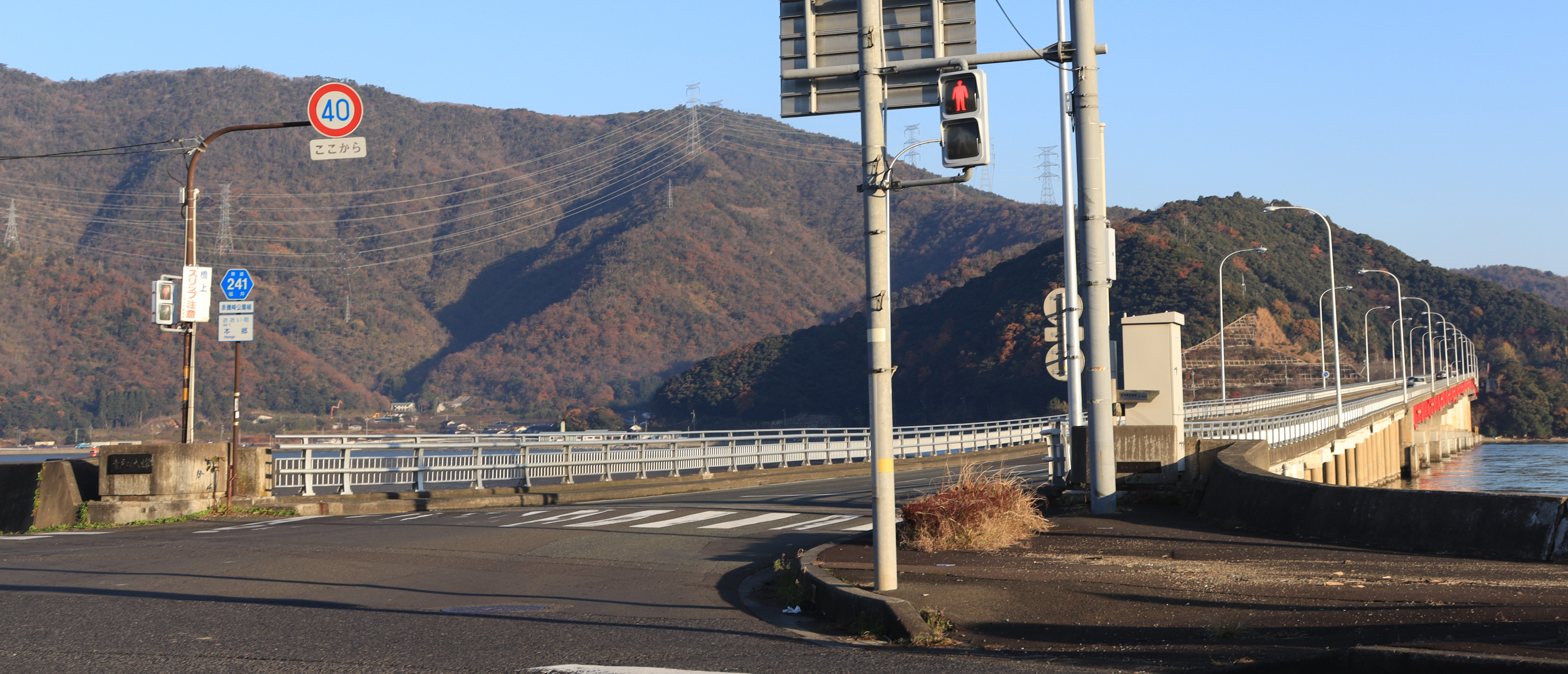
接続する南側の国道27号から望む青戸大橋

## 所在地
福井県大飯郡おおい町本郷-同町犬見